# Bavarii
Pour les articles homonymes, voir Bavarois (homonymie).

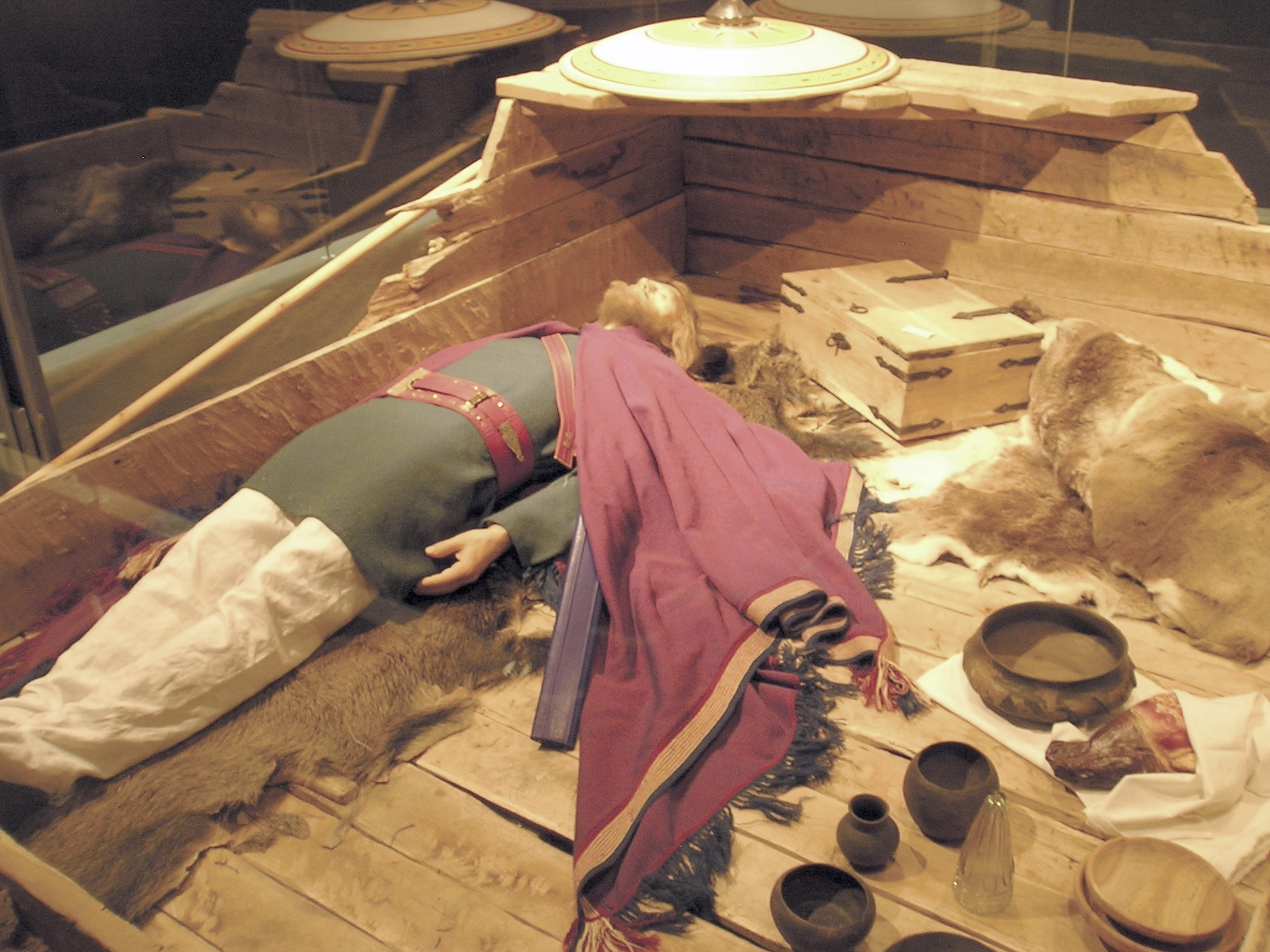
Guerrier de Kemathen. La tombe d'un guerrier dans l'Altmühltal (Arrondissement d'Eichstätt) révèle un morceau de l'histoire bavaroise. Les cinq pots en argile fabriqués à la main sont particulièrement intéressants, parmi lesquels le grand bol obliquement cannelé de type Friedenhain relie le guerrier de Kemathen aux « hommes de Bohême ». Ce groupe ethnique, désigné sous le nom de Bavarois à la fin de l'époque romaine, donnera son nom au duché agilolfingien de Bavière.

Les chroniqueurs francs désignaient par Baioarii (c'est-à-dire « peuple de Bohême ») les Bavarois, un peuple germanique qui s'était établi à la fin des Grandes invasions sur un territoire recouvrant, outre la Bavière historique, la plus grande partie de l'Autriche et du Tyrol méridional.

## Étymologie

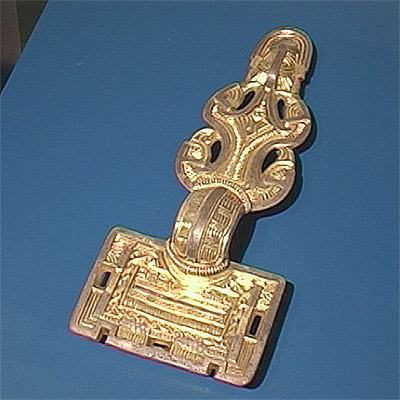
Fibule bavaroise

Leur nom remonte à un composé proto-germanique au pluriel *Bajowarjōz. Celui-ci a été continué par l'ancien haut allemand Beiara, Peigira « Bavière », latinisé en Baioarii. On admet généralement qu'il s'agit d'un endonyme.
Le premier composant Bajo reprend le nom des anciens Boïens (Boii) celtiques, ethnonyme conservé aussi dans le toponyme ancien-haut-allemand Bēheima « Bohême » (d'un *Bajohaimaz, latinisé en Boiohaemum, soit le pays d'origine des Boïens) ainsi que dans les noms de quelques contrées (Baias, Bainaib) qui auraient marqué des escales sur la migration bavaroise depuis la Bohême vers la Bavière. Le nom Bavarois (ou Baioarii) invoque ainsi les Boïens en tant que progéniteurs quasi-mythiques.
Le second composant -warjōz ou -varii correspond au germanique commun *warjaz « habitant », que l'on retrouve en vieux norrois skipverjar « équipage », vieil anglais burhware « citadins, habitants d'une ville » et qui provient de l'indo-européen (cfr. breton gwerin « plèbe, masse », sanskrit vṛndám « foule, groupe »). Cet élément figure dans plusieurs ethnonymes germaniques, dont Ampsivarii « Ampsivariens », Chattuarii « Chattuares », et de la sorte.

## Origine
On considérait au Moyen Âge les Bavarois comme les descendants des Boïens de l'antiquité. Plus tard, les érudits virent dans les Marcomans certains de ces « Hommes de Bohême », qui avaient pris le nom de la région où ils s'étaient établis. Grâce aux connaissances archéologiques tirées des sépultures et des vestiges de céramiques des fouilles des sites de Friedenhain-Prestovice, on identifie aujourd'hui les Bavarois comme des « Germains de l'Elbe ».

## Transcription en allemand moderne
La transcription allemande moderne en Bayern/Bayerisch avec un y remonte au roi philhellène, Louis Ier de Bavière. L'orthographe allemande opère une distinction essentielle entre la langue et l'ethnie bavaroise (bairische Sprache, bairisches Volk), et le territoire (Bayerisches Land).

## La langue

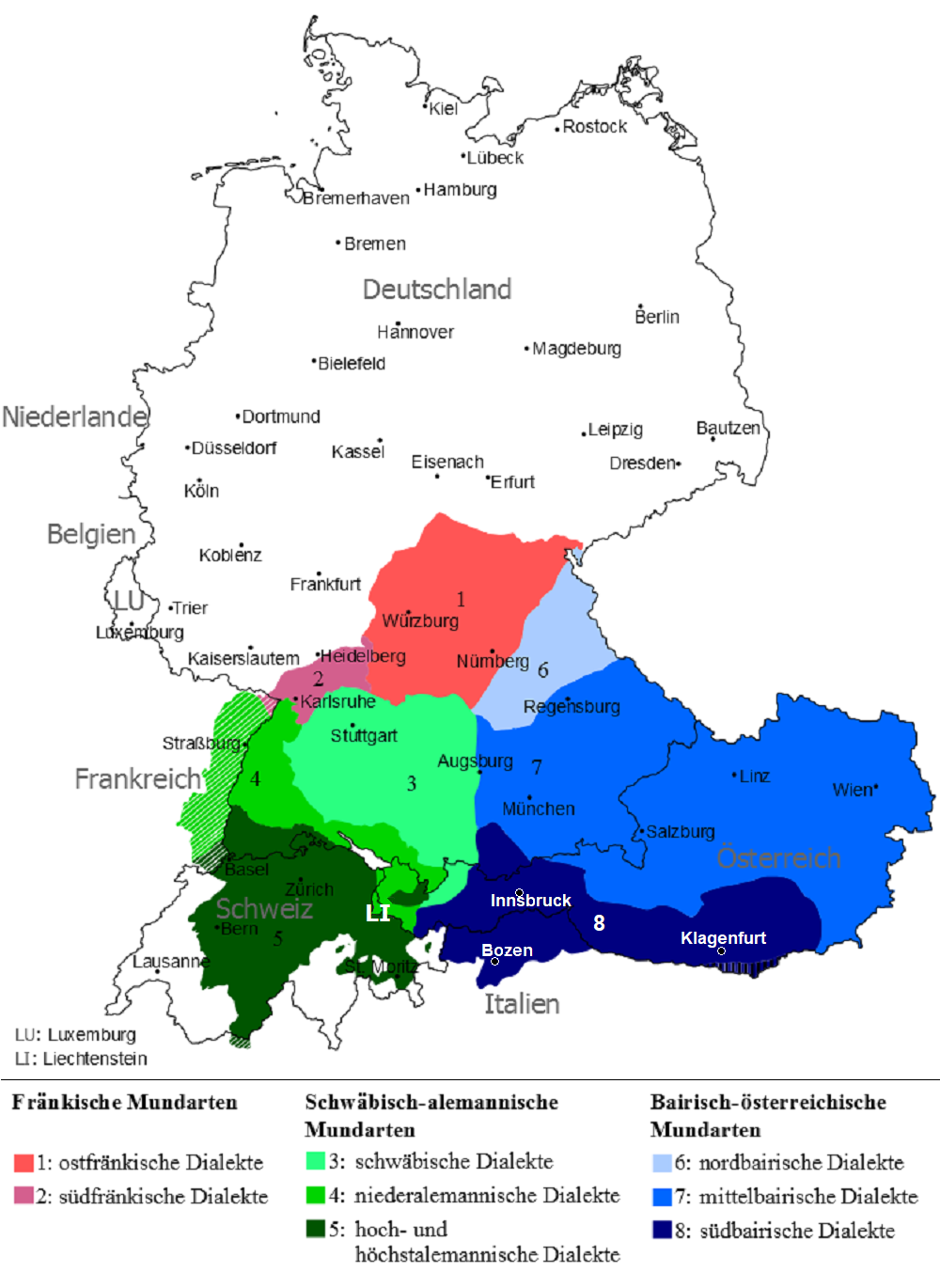
Domaine linguistique actuel (2012) du haut allemand.

Les dialectes bavarois actuels se rattachent aux rameaux alémanique et francique du Haut allemand. L'indice le plus connu, qui distingue les parlers Haut-allemands des autres parlers de l'ouest est la seconde mutation consonantique, figurée géographiquement par la ligne de Benrath.
On retrouve toutefois dans le lexique bavarois des influences gotiques :
- Ertag pour « mardi » (au lieu de Dienstag), du grec ancien jour d'Arès
- Pfinztag = pour « jeudi » (au lieu de Donnerstag), du grec ancien πεντος (cinquième jour de la semaine, en comptant à partir de dimanche).

## Histoire

### Antiquité
En 15 av. J.-C., les légions romaines occupèrent le nord des Préalpes orientales septentrionales jusqu'au Danube. Comme en témoigne l'Oppidum de Manching près d'Ingolstadt, les peuplades Celtes avaient à ce moment déjà quitté la région, tandis que les Germains ne s'y étaient pas encore établis. Les fouilles archéologiques contemporaines montrent qu'une grande partie de l'actuelle Bavière fut pendant un temps quasiment déserte. Ce n'est que dans les régions isolées de collines et de montagnes que subsistait une population autochtone celte ou illyrienne. L'historien grec Strabon évoque les tribus montagnardes des Helvètes à l'ouest du lac de Constance, les Vendéliques à l'est, tandis que les tribus de Rhétie et de Norique habitaient les Alpes proprement dites.
Au cours des quelques siècles d'occupation Romaine, l'immigration et la colonisation entraînèrent une croissance démographique soutenue, cependant que la Constitutio Antoniniana de l'empereur Caracalla, en l'an 212, octroyait le droit de cité à tous les hommes libres des provinces romaines, y compris la Rhétie et le Norique : ces nouveaux citoyens furent appelés « provinciaux ». Deux objets datant de la colonisation romaine font référence au nom des « Boii » :
- Une décoration militaire romaine (une ala), datée de 107 et accordée à un légionnaire d'une unité d'auxiliaires de cavalerie ibériques stationné en Rhétie, indique que le père du légionnaire, Comatullus, est un Boio ;
- Un tesson de poterie, sur lequel on avait gravé le mot Boio (Le « limes romain » de Bavière.).

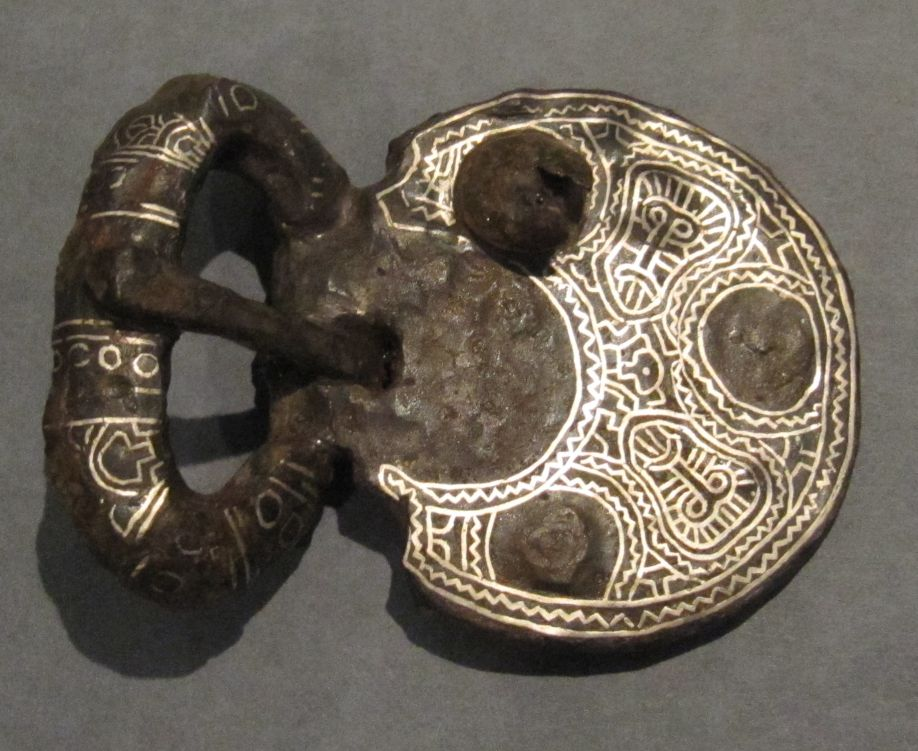
Boucle de ceinture bavaroise d'Aubing, (1er tiers du VIIe siècle, boucle à visages, fer avec damasquinage en argent)

On trouve des indications littéraires des Celtes boïens chez Strabon et Tacite. Strabon évoque les hameaux abandonnés des Boier du lac de Constance et le Bujæmum de la forêt hercynienne, dont on trouve l'écho chez Tacite avec les Boii et le Boihaemum. Lorsqu'à la cour de Charlemagne on redécouvrit le texte de Tacite, ces textes furent repris pour former le toponyme de Beheim et nommer les habitants slaves du pays comme « Beheimi » = Bohémiens (cf. Éginhard).
En 488, les colons romains évacuèrent sur ordre d'Odoacre les provinces romaines du nord des Alpes. Pour l'est de la Rhétie et le Norique danubien, cet exode massif se traduisit par une désertification brutale, car les occupants romains ramenaient, avec leurs familles, leurs serviteurs et leurs esclaves en Italie.
La région d'origine des Bavarois a été identifiée comme celle associée à la culture préhistorique de Friedenhain et Prestovice.
La toponymie donne des indications supplémentaires sur l'expansion de la tribu des Bavarois. Outre la Bohême, l'habitat d'origine des Bavarois paraît avoir été compris, autour des Préalpes orientales septentrionales entre les vallées de la Lech, du Danube et de la Krems. Ce peuple occupa par la suite la vallée de l'Inn au sud et se déploya le long du Danube à l'est, ce que montre la multiplication des toponymes à finale en -ing. Dans ces nouveaux territoires, ils devinrent voisins des Rhéto-romans, et des Slaves qu'ils assimilèrent graduellement au cours des siècles suivants.
Les peuples voisins des Bavarois étaient :
- les Saxons au nord
- les Francs au nord-ouest
- les Alamans à l'ouest
- les Romains et les Lombards au sud
- les Avars au sud-est
- les Slaves à l'est

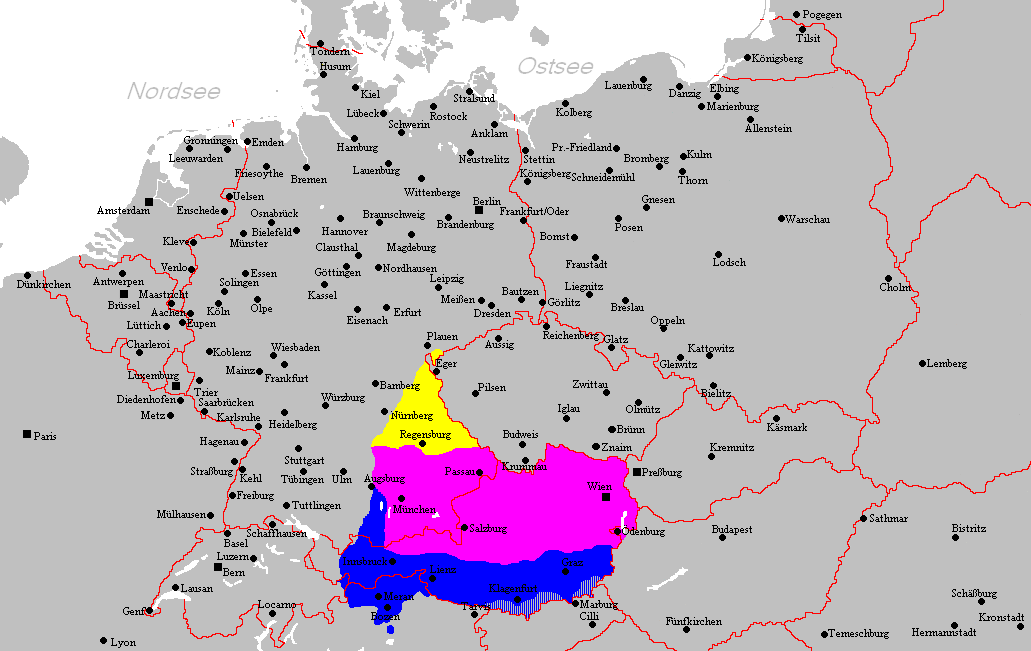
Extension actuelle et divisions dialectales du parler bavarois.

L'ancien domaine habité par les Bavarois recouvre les régions actuelles suivantes :
- les districts allemands de Bavière, Basse-Bavière, Haute-Bavière et Haut-Palatinat ;
- les états autrichiens de Burgenland (hormis la partie serbo-croate), Carinthie (hormis la partie slovène), Basse-Autriche, Haute-Autriche, Salzbourg, Styrie (hormis la partie slovène), Tyrol (hormis la vallée de Tannheim), et Vienne ;
- La région autonome italienne du Haut-Adige (hormis la région ladine) ;
- La commune suisse de Samnaun dans la vallée de l’Inn.

Jusqu’à l’issue de la purification ethnique qui suivit la Seconde Guerre mondiale, la région voisine des Sudètes (de l’Egerland à la Moravie), la région hongroise comprise entre Győr/Raab et Sopron/Ödenburg), la vallée Slovène d'Abstal pouvaient s’y rattacher. Il subsiste en outre de nombreux îlots germanophones, non seulement en Italie et dans les Balkans, mais aussi en Amérique du Nord.

### Premiers témoignages écrits

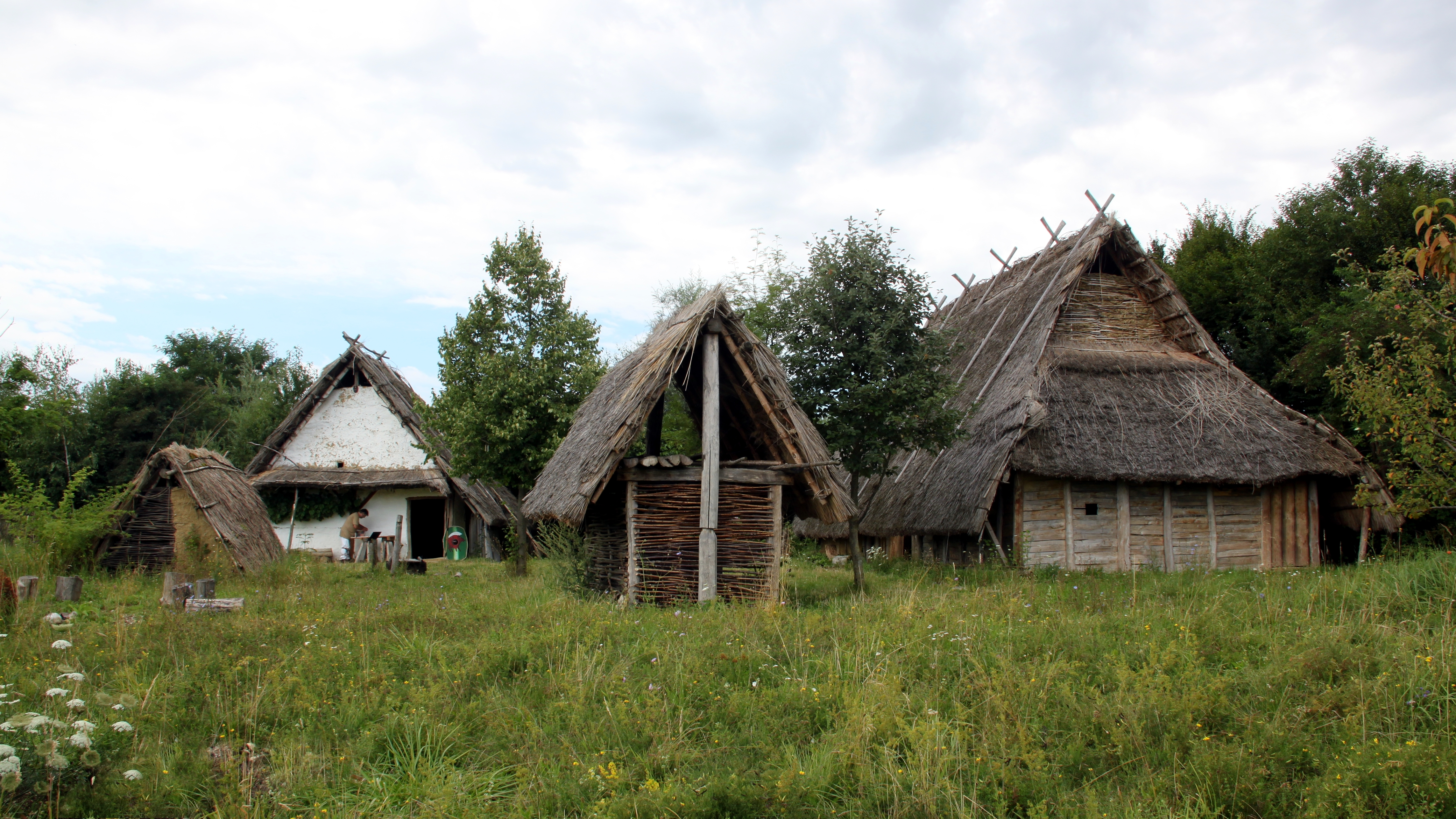
Village de Bavarois de l'époque mérovingienne reconstruit à Kirchheim bei München

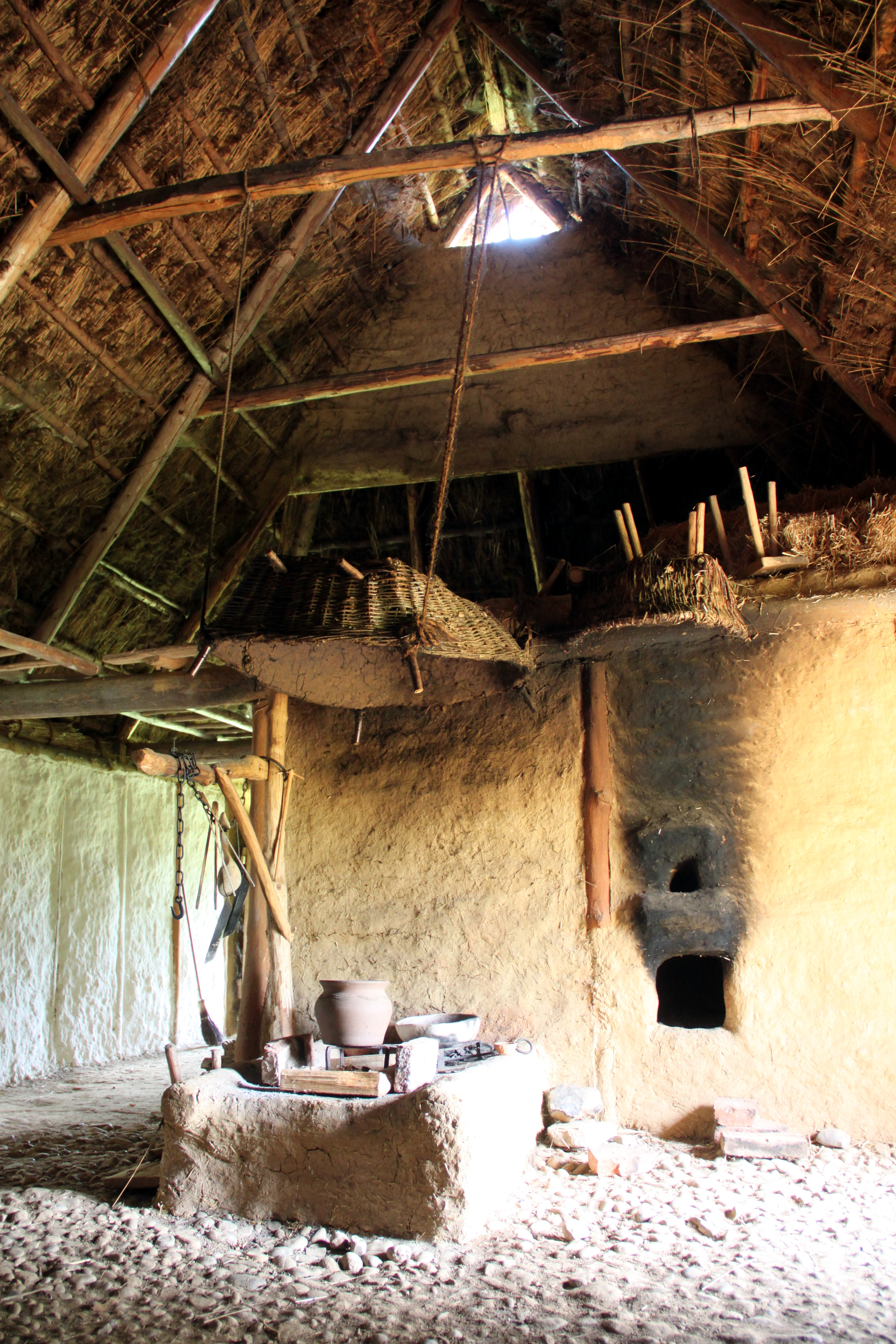
Hall (détail) avec emplacement du foyer

La plus ancienne mention du nom de la Bavière est un passage des « Gétiques » (De origine actibusque Getarum, rédigé en 551) du chroniqueur Jordanès. Cette histoire des Goths cite les Baioras ou Baibaros comme voisins orientaux des « Souabes » (regio Svavorum), mais cette source est peu fiable, car malheureusement nous ne disposons que de manuscrits très tardifs de ce texte. On soupçonne, cela dit, que Jordanès s'est inspiré d'une Histoire des peuples Goths en plusieurs volumes de Cassiodore, dont il ne subsiste toutefois pas d'autre témoin. D'autres auteurs contemporains de Jordanès (Procope de Césarée, Agathias, Ennodius de Pavie), n'évoquent guère les Boïens. Grégoire de Tours, qui écrivait en 595, ne connaît même pas ce peuple, ni Eugippe, qui rédigea sa « Vie de Saint Séverin » 40 ans avant Jordanès et qui, en tant que disciple de ce saint, avait vécu sur le « Danube norique ». Il nomme toutefois un village fantôme du nom de Poytro ou Boiotro devant les portes de la ville de Passau.
La première citation valable est due à Venance Fortunat, poeta doctus venu d'Italie. Il raconte vers 576 son voyage à travers les Alpes, effectué en 565, et dit à ce propos que venant de l'Inn au pays des Breonen il traversa la Baivaria sur le Lech (Liccam Baivaria/Liccam Bojoaria). Plus loin, il nomme un certain Bajoarius (ou Baiovarius), qui à Saint Afra près d'Augsbourg contrôlait les passages vers le sud et les Alpes, rançonnant au passage les voyageurs. Venance Fortunat livre ainsi dans ce récit la première description du pays.
Une autre évocation des Bavarois en tant que Baioarii se trouve chez Frédégaire, un chroniqueur franc qui pour l'année 633/35 nomme les Baioarier comme ayant commis, sur ordre du roi franc Dagobert Ier un massacre de 9 000 Bulgares « avec femmes et enfants ».
La quatrième mention historique des Bavarois apparaît vers 640 sous la plume de l'abbé Jonas de Bobbio, qui, dans une biographie de Colomban de Luxeuil observe que les Boiae sont désormais appelés Baioarii. Cette assimilation des Celtes boïens avec les Bavarois forme le fondement de la confusion ultérieure Boïens=bavarois.

### Ethnogenèse
L'ethnogenèse des Bavarois prend place juste à la fin des migrations consécutives aux Grandes invasions.
Vers 400 ap. J. Chr. le groupe de peuples issu de la culture de Friedenhain-Prestovice dut se sédentariser le long du Danube, entre Passau et Neuburg. Leurs prédécesseurs dans la région comprise entre le Danube et la chaîne du Fichtelgebirge, les Varasques (ou Narastes, ou encore Narasques), se replièrent en 534 ap. J. Chr. en Bourgogne.
Le règne du roi des Goths Théodoric le grand (493—526) est regardé comme un épisode décisif de l'histoire de l'Italie. Ce souverain ouvrit en 506 la frontière nord de sa préfecture romano-gothique d'Italia aux Alamans qui avaient été battus par les Francs sur le Rhin et le Neckar. Avec les Thuringiens du nord du Danube, les Alamans devaient en contrepartie assurer la défense de la frontière naturelle nord de l'Italie (= Haut-Rhin-lac de Constance-Argen-Iller-Danube) contre les Francs. Les Alamans s'établirent ainsi dans les provinces de Rhétie et de Norique, se fondant à leur tour dans l'ethnie des Bavarois. Ce n'est que plus tard que le Lech devint une frontière linguistique et culturelle.
Au cours de leur guerre défensive contre Byzance, les Goths d'Italie abandonnèrent en 536 au roi des Francs tous les territoires qu'ils contrôlaient au nord des Alpes, afin de se concilier la neutralité de ce roi : Rhétie et Norique passèrent ainsi sous domination franque, mais sans que les nouveaux maîtres les colonisent. Les Francs se contentaient de tenir militairement la région. Trois ans plus tard ils s'emparaient des plaines d'Italie septentrionale ainsi que du Norique intérieur (Noricum Mediterraneum) jusqu'à la frontière de la province romaine de Pannonie. Une lettre, dite « Theudebertbrief » datée de 539-40, dans laquelle le Franc Thibert vante sa puissance à son rival de la Rome d'Orient, Justinien, présente également un intérêt pour l'histoire des Bavarois. Le roi franc y fait allusion à la Norsavorum gente (tribu suève du Norique), qui s'était réconciliée avec lui. Cette tribu est alliée des Baioras, que Jordanès désignera, peu de temps après, dans son Histoire des Goths, comme les voisins de l'est du « pays souabe » (« regio Suavorum »).

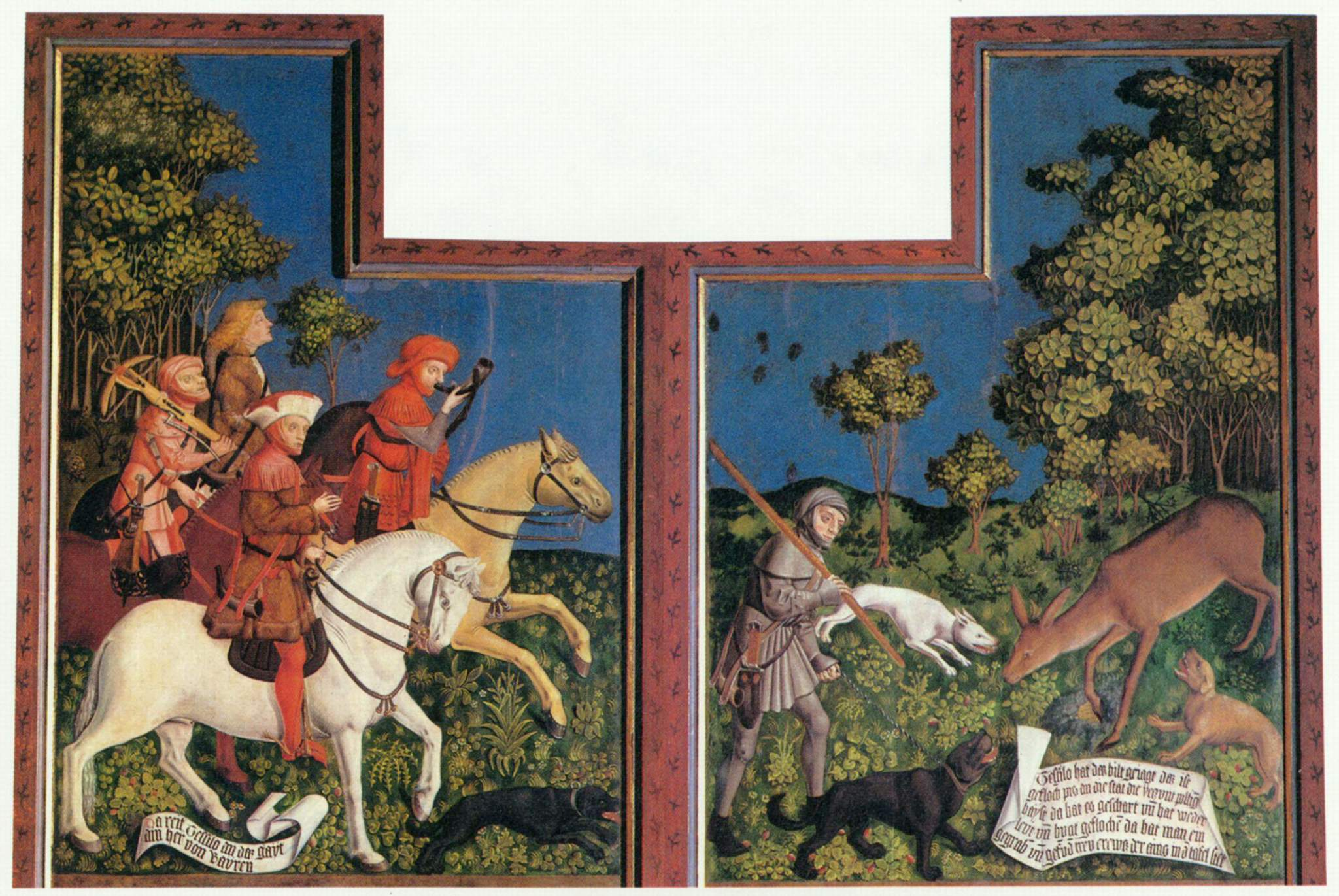
Le duc Tassilon III Agilolfing à la chasse (milieu du XV), par le Maître du diptyque de Polling.

Les chefs des Bavarois sont issus de la dynastie des Agilolfing :
- Le prince Agilulf le Suève, avant 482
- le duc Théodon Ier le Suève (ou le Quade)
- le duc Garibald I (555 — ca. 591)
- Le prince Théoton de Ratisbonne (680—725?). Le pape Grégoire II écrivit à son légat à propos de la Baivaria (in Baioaria), qualifia Théoton de « premier parmi son peuple » (Primus de gente eadem) et de « chef de la tribu des Bavarois » (dux gentis Baioariorum). Ce prince étant appelé à devenir titulaire d'un évêché à créer, il le nomma encore dux Provincæ [12] ;
- le duc Odilon. C'est sous son règne que saint Boniface institua les évêchés du pays, notamment celui de Ratisbonne en 739 ;
- le duc Tassilon III, 748 - 788, jusqu'au rattachement au Royaume franc de Charlemagne

Les Bavarois subirent une christianisation progressive. La Lex Baiuvariorum, en latin, fut couchée par écrit sur 150 pages de parchemin dans le cloître bénédictin de Niederaltaich (fondé en 731 ou 741 ap. J. Chr.).
Ratisbonne fut longtemps la capitale des Bavarois et devint même sous les Carolingiens la capitale de la Francie orientale.
Même si l'institution progressive du royaume reste obscure, il y eut incontestablement une sédentarisation progressive des diverses tribus des germains de l'Elbe et des goths de l'est, se traduisant par une entité ethnoculturelle caractéristique.

### Génétique
L'analyse génétique d'individus issus de six cimetières bavarois datant du Haut Moyen Âge autour de l'an 500, montre que si les hommes, parmi ces individus, ont généralement une ascendance qui ressemble étroitement aux Européens du Nord et du Centre modernes, les femmes présentent une hétérogénéité génétique beaucoup plus élevée ce qui montre une provenance génétique non locale et une migration axée sur les femmes. L'étude s'est en particulier penchée sur les squelettes présentant une déformation artificielle du crâne dont l'analyse de leur ascendance génétique collective suggère une origine dans le sud-est de l'Europe. Ainsi, toutes les femmes avec un crâne déformé sont proches des populations d'Europe du Sud ou du Sud-Est. L'étude montre que 80 % des individus avec un crâne normal ont les yeux bleus et les cheveux blonds, alors que 80 % des femmes avec un crâne déformé ont les yeux marron avec des cheveux bruns (60 %) ou blonds (40 %). Quelque 57 % des individus avec un crâne normal sont tolérants au lactose, alors qu'ils sont seulement 28 % dans le groupe des femmes avec un crâne déformé, proche également par ce fait des populations actuelles d'Europe du Sud.

#### Sources primaires
- Jules César - « La guerre des Gaules » (1924, rééd. 1994 ; 2 vol.) éd. Belles lettres, coll. des Univ. de France,  (ISBN 2-251-01031-9) et  (ISBN 2-251-01032-7)
- Tacite - « La Germanie »
- Éginhard - Vie de Charlemagne (1938, rééd. 1994) éd. Belles lettres, coll. des Univ. de France,  (ISBN 2-251-34000-9)
- Eugippe - « Vita sancti Severini » sur le site de The Latin Library
- Grégoire de Tours: « Histoire des Francs », éd. Belles lettres, coll. « Classiques de l'Histoire », Paris, 1980  (ISBN 2251340378)
- Isidore de Séville: « Histoire des Goths, des Vandales et des Suèves ». Éd. Paléo, coll. « l'Encyclopédie médiévale »
- Jordanès: « Histoire des Goths » (1995), éd. Les Belles Lettres, coll. La Roue à Livres, Paris. (ISBN 2-251-33927-2)
- Paul Diacre - « Histoire des Lombards » (1996), Éd. Brepols, coll. Miroir du Moyen Âge,  (ISBN 2-50350-319-5)
- Procope de Césarée - « La Guerre contre les Vandales, les guerres de Justinien », livres 3-4 (1990, trad. D. Roques), éd. Les Belles Lettres, coll. La Roue à Livres, Paris,  (ISBN 2-251-33905-1)

#### Sources secondaires
- Theodor Mommsen - « Das Weltreich der Römer ». Phaidon, Essen 1996.  (ISBN 3-88851-133-X)